# Протокол Нісі — Розена
Протокол Нісі–Розена (Токійський протокол) (яп. 西・ローゼン協定 нісі-родзен кьо: тей) — угода між Російською і Японською імперіями з корейського питання, що був підписаний в Токіо 13 (25) квітня 1898 р. посланцем Росії в Японії Романом Розеном і міністром закордонних справ Японії бароном Нісі Токудзіро; доповнював протокол Лобанова-Ямаґати 1896 р.
У березні 1898 р. уряд Японії спробував домогтися від Росії визнання свободи дій в Кореї в обмін на визнання Японією «особливих інтересів» Росії в Маньчжурії. Російський уряд відхилив цю пропозицію, оскільки її здійснення ускладнило б стосунки Росії з Великою Британією та США. У результаті російсько-японських переговорів було досягнуто компромісу і оформлено відповідний протокол.
Згідно з протоколом Росія та Японія підтвердили визнання повної незалежності Кореї та зобов'язались утримуватись від втручання в її внутрішні справи. У випадку звернення Кореї за порадою і допомогою до однієї зі сторін вони домовились не вживати заходів щодо призначення військових інструкторів і фінансових радників без попередніх взаємних домовленостей (це означало поступку з боку Росії, бо в Кореї в цей час знаходились російські радники). Російський уряд зобов'язався не перешкоджати розвитку торгово-промислових зв'язків між Японією і Кореєю. В обмін на це Маньчжурія визнавалась сферою впливу Російської імперії.
Досягнутий компроміс не задовольняв сторони; вже в 1900 р. з ініціативи Росії почались нові російсько-японські переговори з корейського питання. Однак протокол продовжував формально залишатися у силі до моменту розриву дипломатичних відносин між Японією і Росією у лютому 1904 р.